# Coven, England
Coven är en by i Staffordshire i England. Byn är belägen 16,5 km 
från Stafford. Orten har 2 641 invånare (2015). Byn nämndes i Domedagsboken (Domesday Book) år 1086, och kallades då Cove.